# Bessie Head
Bessie Amelia Emery Head, hay Bessie Head (6 tháng 7 năm 1937 - 17 tháng 4 năm 1986), dù sinh ra ở Nam Phi, nhưng bà được biết đến là nhà văn có ảnh hưởng nhất của Botswana. Bà viết tiểu thuyết, truyện ngắn và tự truyện thấm đẫm những câu hỏi và suy tư về thế giới nội tâm.

## Tiểu sử
Bessie Amelia Emery sinh ra ở Pietermaritzburg, Nam Phi, là con của một phụ nữ da trắng và một người đàn ông da màu vào thời điểm khi những mối quan hệ khác chủng tộc được xem  là bất hợp pháp tại Nam Phi. Mẹ của Bessie, Bessie Amelia Emery, đã phải nằm nhiều năm trong bệnh viện tâm thần sau cái chết của đứa con đầu lòng, một cậu bé trai. Bà ở tại một bệnh viện tâm thần lớn ở Pietermaritzburg khi sinh ra Bessie. Mặc dù không được phép nuôi nấng Bessie, nhưng tên đứa con gái của mình là do bà đặt cho.
Lúc đầu đứa trẻ sơ sinh Bessie được nhận nuôi bởi một gia đình người da trắng khi cho cô bé là người da trắng. Nhưng vài tuần sau, họ phát hiện ra cô bé là người da màu nên đã trả lại cho chính quyền. Sau đó, cô được đưa cho một gia đình đa chủng tộc người da màu, Heathcotes, trong một vùng nghèo của người da màu, Pietermaritzburg. Tại đây, cô lớn được nuôi dưỡng bởi một người mẹ nuôi nghiêm khắc, Nelly Heathcote, cô theo học tại Nhà thờ Công giáo và trường tiểu học địa phương. Cô chưa nhận ra mình không phải là huyết thống của Heathcote. Cô có một tuổi thơ phẳng lặng, trừ việc mẹ nuôi cô không ưu gì với tình yêu sách của cô.
Khi Bessie lên mười hai, cô đã hoàn thành bốn năm học tiểu học, chính quyền đã đưa cô đến  St. Monica's Home dành cho những cô gái da màu Coloured Girls, một trường nội trú Anh giáo ở Durban. Lúc đầu mới vào, Bessie đã cố chạy trốn để về nhà. Nhưng sau đó cô nhận ra được giá trị của sách và kiến thức mà nhà trường cung cấp. Vào cuối năm thứ hai, cô gặp phải một biến cố đầu tiên của cuộc đời. Chính quyền bất ngờ cho rằng cô là con gái của một người phụ nữ da trắng, không phải là Nelly Heathcote, cô sẽ không được trở về ngôi nhà cũ của mình vào dịp lễ Giáng sinh. Cô gái trẻ chịu đựng một cú sốc, cô thu mình lại vào những tổn thương.
Hai năm sau, cuối năm 1953, Bessie đã vượt qua kỳ thi Chứng chỉ Thiếu niên. Cô tiếp tục học Chứng chỉ đào tạo giáo viên hai năm tại một trường đại học gần đó khi sống ở St. Monica's. Vào đầu năm 1956, tòa án công nhận cô đã trưởng thành; cô được trao chứng chỉ giảng dạy tạm thời; cô làm giáo viên tại một trường tiểu học màu ở Durban. Trong suốt khoảng thời gian này, cô có một tình bạn thân với một số viên chức da trắng ở St. Monica, và những thành viên cộng đồng Ấn Độ. Cô bắt đầu quan tâm đến những tôn giáo khác ngoài Kitô, đặc biệt là Ấn Độ giáo. Cô chỉ có một kênh liên lạc với những người da đen châu Phi ở Natal, một cộng đồng lớn tại Zulu.
Giữa năm 1958, khi mệt mỏi với những thói quen thường ngày và mơ về những điều lớn lao, Head từ chức. Cô đã có một bữa tiệc sinh nhật lần thứ 21 với những người bạn cũ, sau đó đi tàu tới Cape Town, nơi cô dự định sẽ trở thành một nhà báo.